# Fabrice Abriel
Fabrice Abriel (6 de julio de 1979, Suresnes, Altos del Sena, Francia) es un exfutbolista y entrenador francés que se retiró de la actividad profesional en la temporada 2015-16. Es el entrenador del Paris Saint-Germain de la Première Ligue de Francia.

## Trayectoria
Fabrice Abriel se formó en la cantera del PSG con su amigo Nicolas Anelka, pero tras una época en la que jugó muy poco (3 partidos entre 1999 y 2001), se marchó cedido al Servette FC por seis meses, y después al Amiens de la Ligue 2 para la temporada 2001-02.
Tras sus 41 partidos en el club, definitivamente ficha por el Amiens para la temporada 2002-03.
A pesar de tener un preacuerdo con el OGC Niza, termina fichando por el En Avant de Guingamp. Tras 2 temporadas y 82 partidos con el Amiens, y con la esperanza de ascender a la Ligue 1, marcha a su nuevo club.  A pesar de estar dos temporadas en el club, no consiguió el ascenso.
A pesar del fracaso con el EA Guingamp, en 2006 contacta con Christian Gourcuff, que le seguía desde algunos años atrás y le lleva sin dificultad a descubrir la Ligue 1, con 27 años, fichando así por el FC Lorient. Su técnica, inteligencia, trabajo y su espíritu infatigable, llevan a Abriel a ser pieza fundamental de su nuevo equipo en la temporada 2006-07, y le valdrían para ser elegido 2 veces seguidas como Merlus d'or (Merluza de oro) por los aficionados del club bretón.
Descrito a menudo como trabajador silencioso, esta cualidad le llevaría a ser un jugador destacado de la Ligue 1. En el mercado de verano de 2009, a pesar de estar muy avanzadas las negociaciones con el AS Nancy, el 28 de julio de 2009 decide fichar por el Olympique de Marsella, firmando un contrato de 3 años por una cantidad de 2,5 millones de euros. El 8 de agosto de ese mismo año debuta con sus nuevos colores ante el Grenoble en la primera jornada de la Ligue 1 como titular (ganando por 2-0), aprovechándose de la lesión de Lucho González, lo que le permitió jugar todo el partido.
El 30 de septiembre de 2009 juega por primera vez un partido de Liga de Campeones ante el Real Madrid en el Santiago Bernabéu, partido que perdió por 3-0. Su primer gol con el club marsellés no llegaría hasta el 17 de octubre en el partido contra el AS Nancy, de la novena jornada, que ganó el OM por 3-0.
El 3 de noviembre marca su primer gol en Liga de Campeones ante el FC Zurich, partido que terminó con un resultado de 6-1 para el Olympique.

## Clubes

### Como jugador
| Club                       | País    | Año       | Partidos (goles) |
| -------------------------- | ------- | --------- | ---------------- |
| Paris SG                   | Francia | 1999-2001 | 3 (0)            |
| Servette FC (cedido)       | Francia | 2001      | 5 (0)            |
| Paris SG                   | Francia | 2001      | 1(0)             |
| Amiens SC (cedido)         | Francia | 2001-2002 | 41 (4)           |
| Amiens SC                  | Francia | 2002-2004 | 82 (11)          |
| EA Guingamp                | Francia | 2004-2006 | 76 (8)           |
| FC Lorient                 | Francia | 2006-2009 | 120 (12)         |
| Olympique de Marsella      | Francia | 2009-2011 | 35 (2)           |
| OGC Niza                   | Francia | 2011-2014 | 29 (1)           |
| Valenciennes Football Club | Francia | 2014-2015 | 28 (0)           |

### Como entrenador
| Club                    | País    | Año  |
| ----------------------- | ------- | ---- |
| Amiens SC II            | Francia | 2019 |
| FC Fleury 91 (femenino) | Francia | 2024 |

## Palmarés

### Títulos nacionales
| Título                     | Club                  | País    | Año     |
| -------------------------- | --------------------- | ------- | ------- |
| Ligue 1                    | Olympique de Marsella | Francia | 2009-10 |
| Copa de la Liga de Francia | Olympique de Marsella | Francia | 2009-10 |
| Supercopa de Francia       | Olympique de Marsella | Francia | 2010    |
| Copa de la Liga de Francia | Olympique de Marsella | Francia | 2010-11 |